# Midland Highway (Tasmanien)
Der Midland Highway ist eine Fernverkehrsstraße im australischen Bundesstaat Tasmanien. Er verläuft über 176 km in Nordsüd-Richtung durch die Midlands von Tasmanien und verbindet die beiden größten Städte Tasmaniens, Hobart und Launceston. Der Midland Highway ist Teil des National Highway 1 und gilt als die bedeutendste und wichtigste Straßenverbindung in Tasmanien.

## Verlauf
Der Midland Highway beginnt in Granton, etwa 20 km nördlich von Hobart, als Verlängerung des Brooker Highway. Er überquert den Derwent River nach Bridgewater und führt in nördlicher Richtung weiter. In Melton Mowbray, etwa 35 km nach seinem Beginn, zweigt der Lake Highway in nordwestlicher Richtung ab. Der Midland Highway führt weiter über Oatlands und Ross nach Campbell Town, wo nach Osten der Lake Leake Highway (B34) abzweigt. Von dort setzt er seinen Weg nach Nord-Nordwesten fort über Conara, von wo aus der Esk Highway (A4) nach Osten führt, und Perth bis in die südlichen Vororte von Launceston. Dort setzt sich der Bass Highway als N1 nach Westen fort und der Tasman Highway (A3) zweigt nach Osten ab.

### Brückenbauwerke
Am Beginn überquert der Midland Highway zwischen Granton und Bridgewater den Derwent River auf der Bridgewater Bridge, einer Hubbrücke mit anschließendem Damm. In Campbell Town führt die Straße über die historische Red Bridge, die älteste Brücke im Verlauf eines australischen Highways.

## Geschichte
Die Ursprünge des Midland Highway gehen zurück ins Jahr 1821, als die erste Straßenverbindung zwischen Hobart und Launceston gebaut wurde. Diese Straße war als Main Road oder Hobart Road bekannt. Erst in den 1930er-Jahren wurde der Name Midland Highway gebräuchlich.

## Quelle
- Steve Parish: Australian Touring Atlas. Steve Parish Publishing, Archerfield QLD 2007. ISBN 978-1-74193-232-4. S. 55, 56, 59, 61

- Karte mit allen Koordinaten:
- OSM |
- WikiMap